# Staatsschule für Führertum und Politik

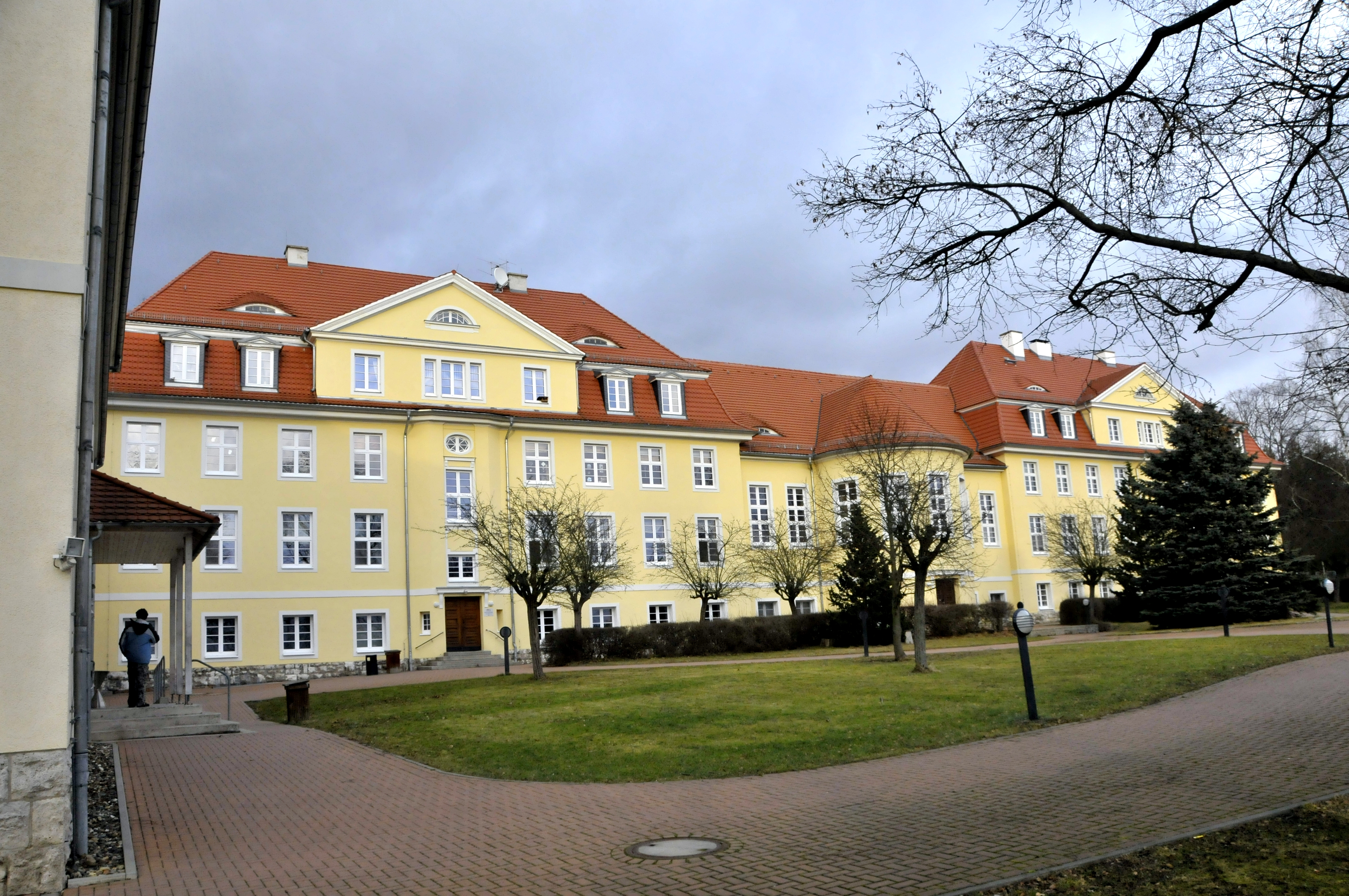
Das ehemalige Gutshaus Egendorf als Wohnheim der Lebenshilfe (2012)

Die Staatsschule für Führertum und Politik war eine ideologische Schulungseinrichtung der NSDAP in Egendorf, einem Ortsteil von Blankenhain (Thüringen).
Die Staatsschule ging aus einem Arbeitslager für Lehrer hervor, das sich auf dem thüringischen Staatsgut Egendorf befand. Auf dem etwa 150 Hektar großen Gelände hatte sich ein Erziehungsheim für Jungen befunden, das 1933 verlegt wurde, als die Staatsschule eingerichtet wurde. Bereits 1932 hatte dort ein Lehrerschulungslager für arbeitslose Junglehrer stattgefunden. Die Teilnehmer bauten Straßen und nahmen daneben an Arbeitsgemeinschaften teil, die nationalsozialistisches Gedankengut vermittelten. Bald darauf nutzte die NSDAP das Gut, ab Oktober 1933 auch der Landesarbeitsdienst. Der erste offizielle „Lehrer- und NSDAP-Amtswalterkurs“ wurde im Mai 1933 veranstaltet. Im September 1933 erhielt die Einrichtung die Bezeichnung „Staatsschule für Führertum und Politik“; ungeachtet ihres Namens war sie eine Einrichtung der NSDAP des Gaus Thüringen. 1936 übernahm die NSDAP die Einrichtung vollständig. Zeitweilig wurden bis zu tausend Personen im Monat geschult. Bei den Schulungen bildeten Lehrer die größte Teilnehmergruppe; geschult wurden außerdem Amtswalter, Bürgermeister, Ärzte, Geistliche, Heimatforscher, Angehörige der NS-Frauenschaft, des Mädel-Arbeitsdienstes und SA-Angehörige (Angaben aus dem Jahr 1934).
Aus einem Bericht des Juristen Justus W. Hedemann geht hervor, dass vom 18. bis zum 24. März 1934 thüringische Juristen verschiedener Altersgruppen in der Staatsschule für Führertum und Politik in Egendorf bei Blankenhain geschult wurden. Hedemann hielt dort selbst einen der zwanzig Vorträge („Rein juristisch war kaum ein Vortrag, alle strebten ins Allgemeine des völkischen deutschen Lebens.“). Leiter der Egendorfer Schule war zu diesem Zeitpunkt der Schulrat Alexander Eybel.
1935 wurde die Staatsschule um die Deutsche Heimatschule in Bad Berka erweitert, die Theodor Scheffer 1922 gegründet hatte und ein Treffpunkt der völkischen Szene war. Die Schule in Bad Berka stellte auch das Lehrpersonal für die „Mitteldeutsche Heimatschule“ im nahe gelegenen Nohra, die bereits von März bis Mai 1933 als KZ Nohra ein Hort der Zwangspädagogik und des Militarismus gewesen war.
Mit Beginn des Zweiten Weltkriegs wurde die Staatsschule als Reservelazarett genutzt, Anfang 1942 wurde sie Kriegsgefangenenlager. Teile des Gutes wurden weiterhin von der NSDAP genutzt. 1944 sollte die Staatsschule wiedereröffnet werden; es blieb bei der Absicht.
Lehrende waren unter anderen Wilhelm Engel und Theodor Scheffer. In der ersten Schulung für Juristen hielt der Ministerialdirigent im Reichsinnenministerium Helmut Nicolai einen Vortrag über die Staatsidee des Nationalsozialismus. Weitere Vorträge hielten etwa der Jenaer Oberlandesgerichtspräsident Bruno Becker über das nationalsozialistische Zivilprozessrecht und der thüringische Justizminister Otto Weber über die Stellung des deutschen Richters im Staat.
Zu den rassenpolitisch beschulten Ärzten gehörten Nicolai Guleke, der zu Sterilisationen ermächtigte Chirurg Erich Harms, der HNO-Ordinarius und stellvertretende beisitzende Richter am Erbgesundheitsgericht Johannes Zange, Rudolf Lemke, der Internist Ludwig Heilmann, August Sundermann und der Internist und Tuberkuloseforscher Julius Emil Kayser-Petersen.